# 孫布拉蚌鎮區
孫布拉蚌鎮區為緬甸克欽邦葡萄縣下轄的一個鎮區。2014年人口2,546人，區域面積4,950.0平方公里。該鎮區下轄210個村莊。孫布拉蚌為該鎮區首府。